# Fernando Alves Machado
Fernando Alves Machado (Pelotas, Río Grande del Sur, 25 de diciembre de 1981) es un futbolista brasileño nacionalizado argentino. Jugó de mediocampista o delantero y se retiró de la práctica profesional en el Club Sportivo Rivadavia (Venado Tuerto).

## Carrera
Alves llegó el 2009 a San Luis de Quillota de la mano de Diego Osella su técnico en La Emilia. En San Luis se convirtió en figura del equipo siendo una pieza clave en el ascenso que se consiguió a fines del 2009. En el 2013 tras descender con La Emilia, al Torneo Argentino C, fichó con el Club Sportivo Rivadavia (Venado Tuerto), Equipo que juega en el Argentino B
Fue suspendido de la actividad por el consumo de cocaína cuando jugaba por el Real Arroyo Seco.
En julio de 2014 se retiró del fútbol profesional vistiendo los colores del Sportivo Rivadavia de Venado Tuerto.

## Clubes
| Club                      | País      | Año       |
| ------------------------- | --------- | --------- |
| Guarany de Bagé           | Brasil    | 2003      |
| Brasil de Pelotas         | Brasil    | 2003      |
| Deportivo Colonia         | Uruguay   | 2004      |
| Real Arroyo Seco          | Argentina | 2005      |
| Crucero del Norte         | Argentina | 2005-2006 |
| Real Arroyo Seco          | Argentina | 2006-2007 |
| La Emilia                 | Argentina | 2008      |
| San Luis                  | Chile     | 2009-2010 |
| Everton                   | Chile     | 2011      |
| La Emilia                 | Argentina | 2012-2013 |
| Rivadavia (Venado Tuerto) | Argentina | 2013-2014 |

## Títulos

### Nacionales
| Título    | Club     | País  | Año    |
| --------- | -------- | ----- | ------ |
| Primera B | San Luis | Chile | 2009-C |